# 坎波斯 (巴利阿里群岛)
坎波斯（西班牙语）是西班牙巴利阿里群岛的一个市镇。总面积150平方公里，总人口6360人（2001年），人口密度42人/平方公里。